# بالازوک
بالازوک (به فرانسوی: Balazuc) یک کمون در فرانسه است که در Canton of Vallon-Pont-d'Arc واقع شده‌است.

## خصوصیات
بالازوک ۱۸٫۹ کیلومترمربع مساحت و ۳۴۱ نفر جمعیت دارد و ۱۵۹ متر بالاتر از سطح دریا واقع شده‌است.

## نگارخانه

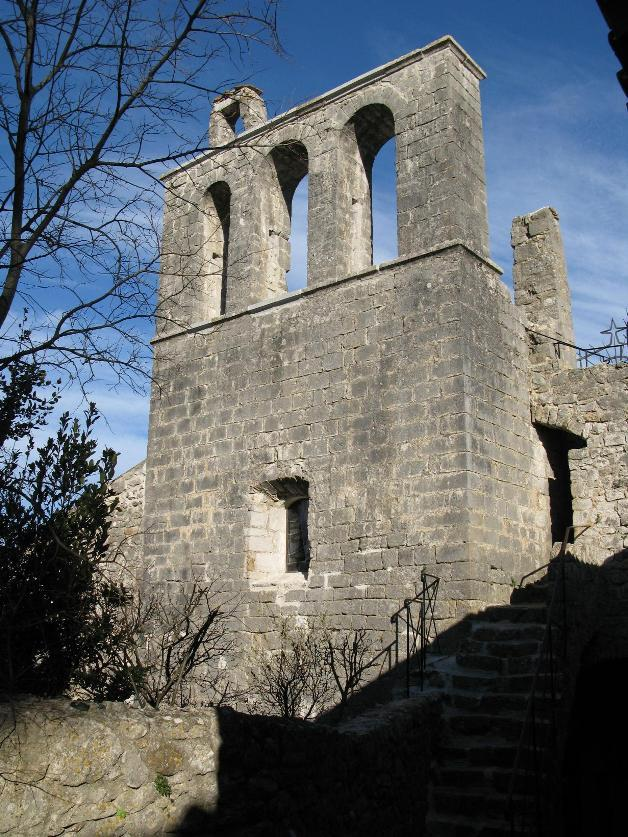
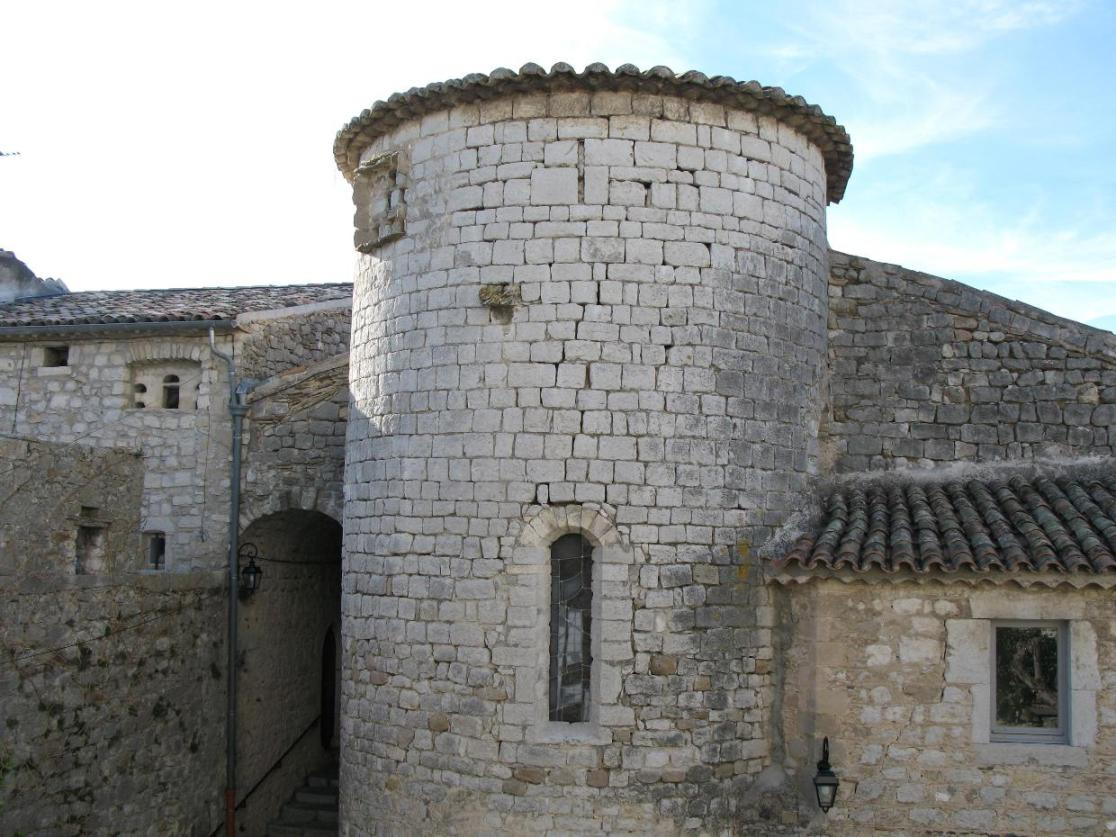
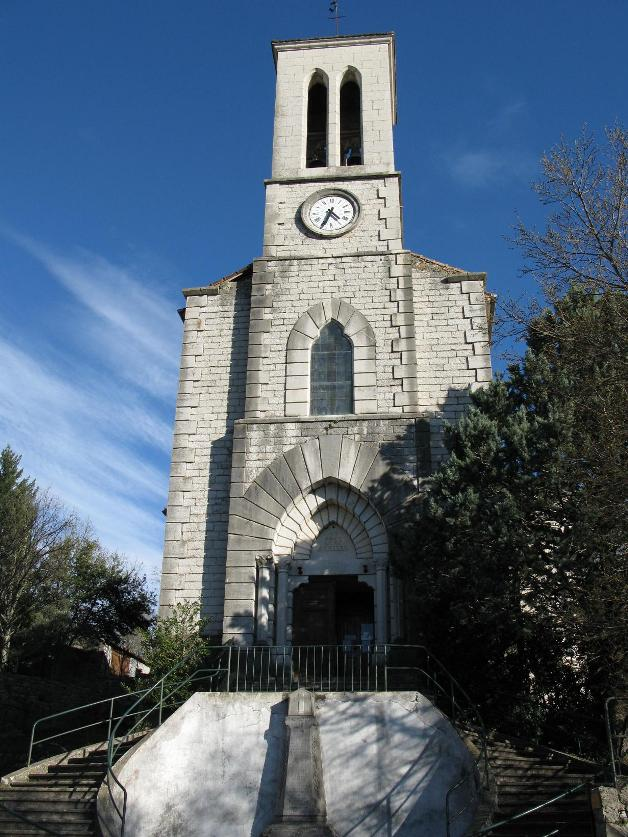
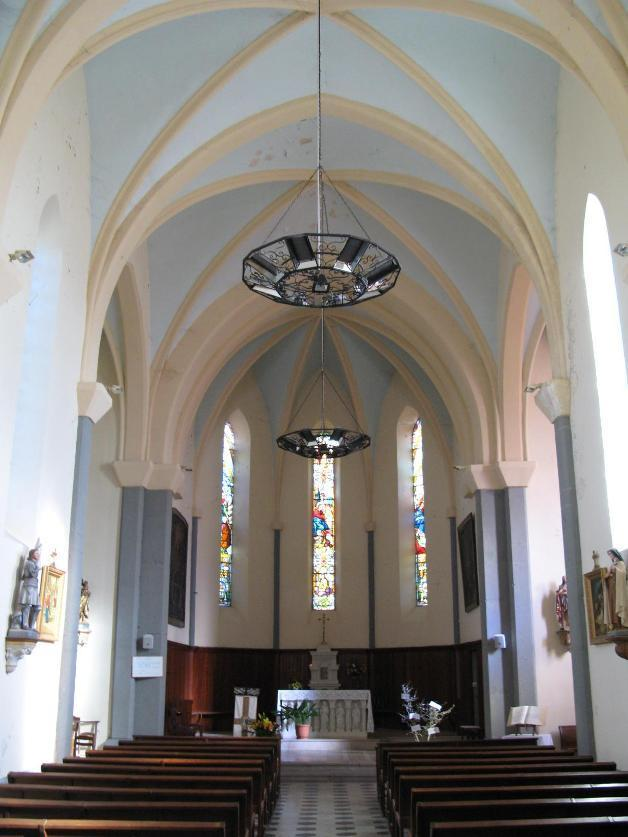
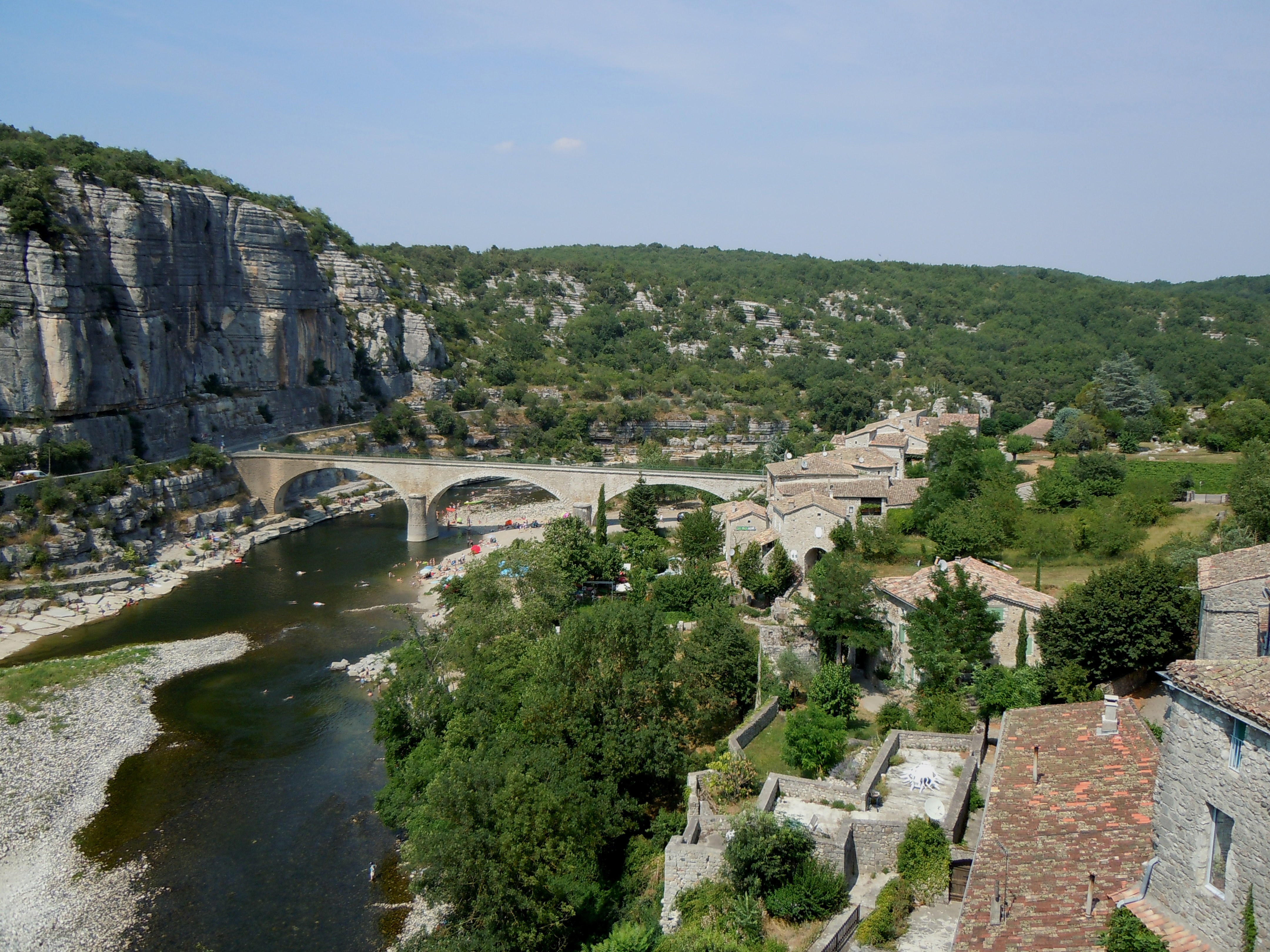
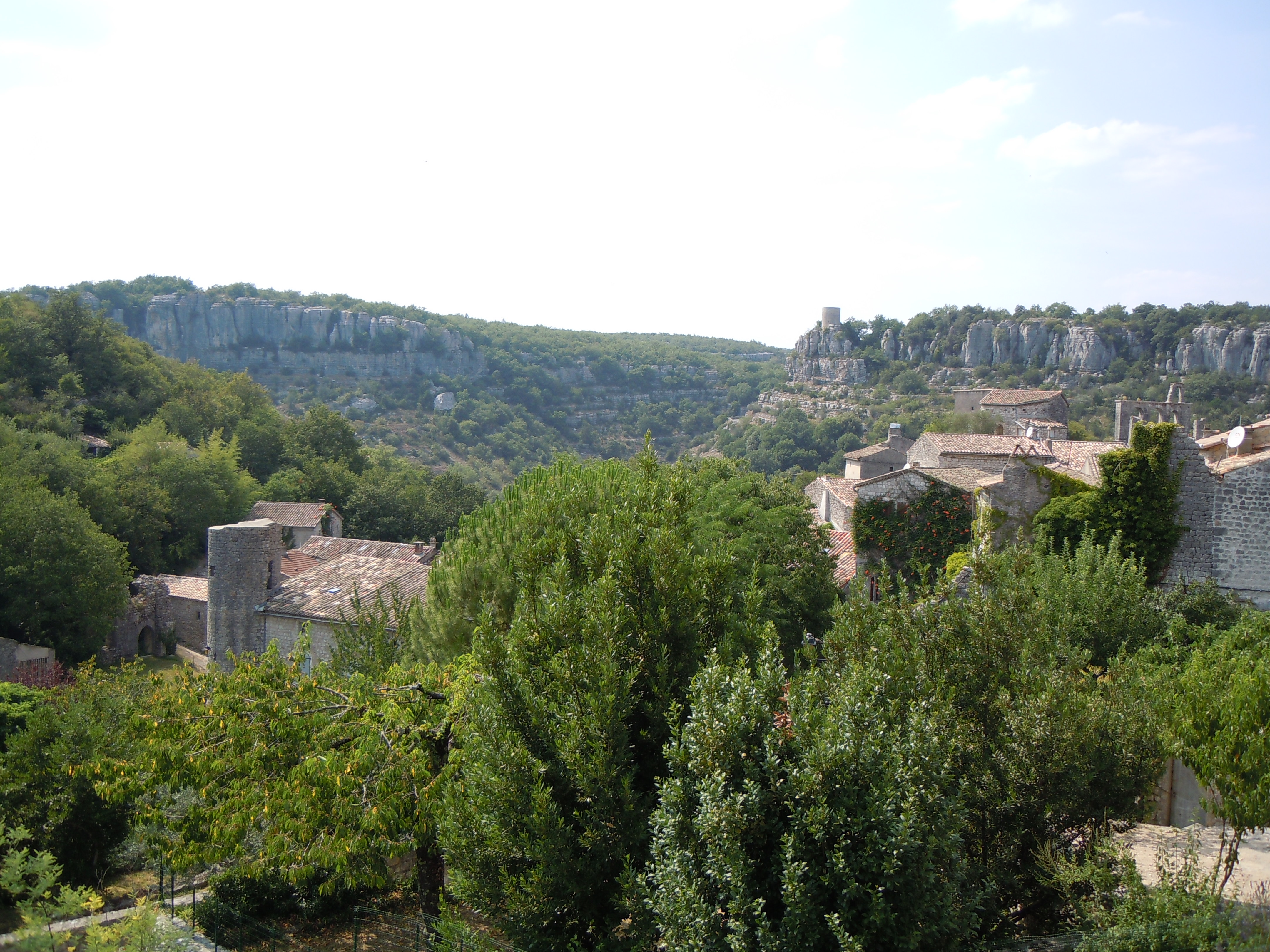
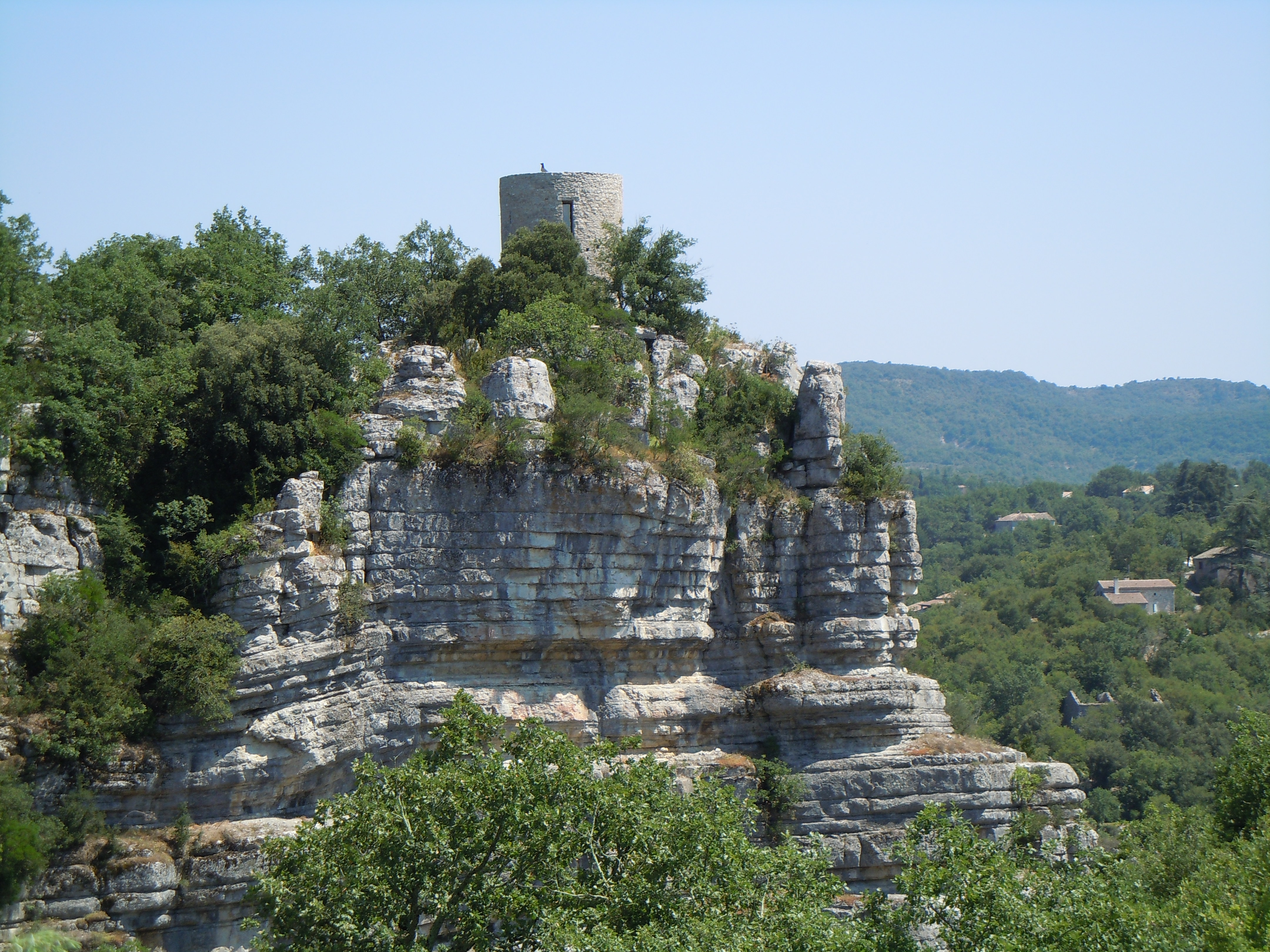
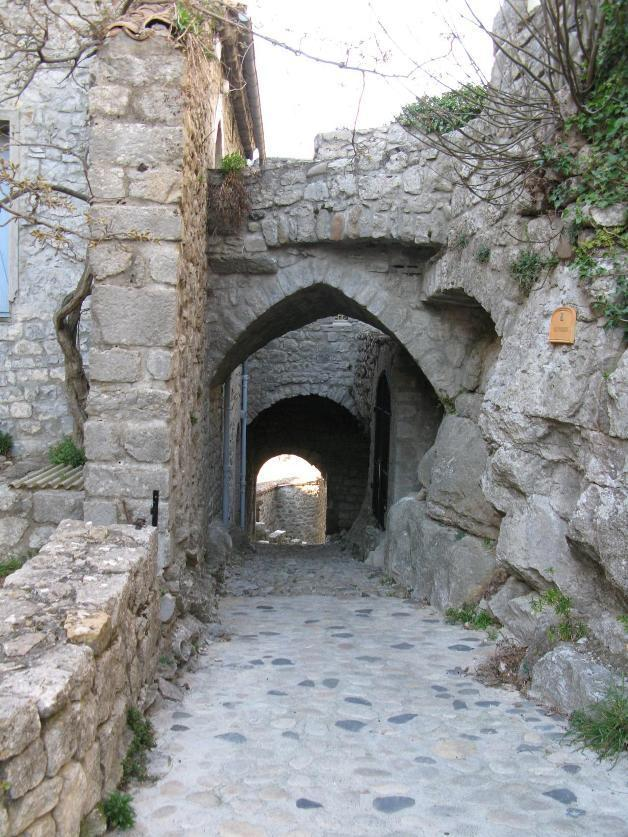
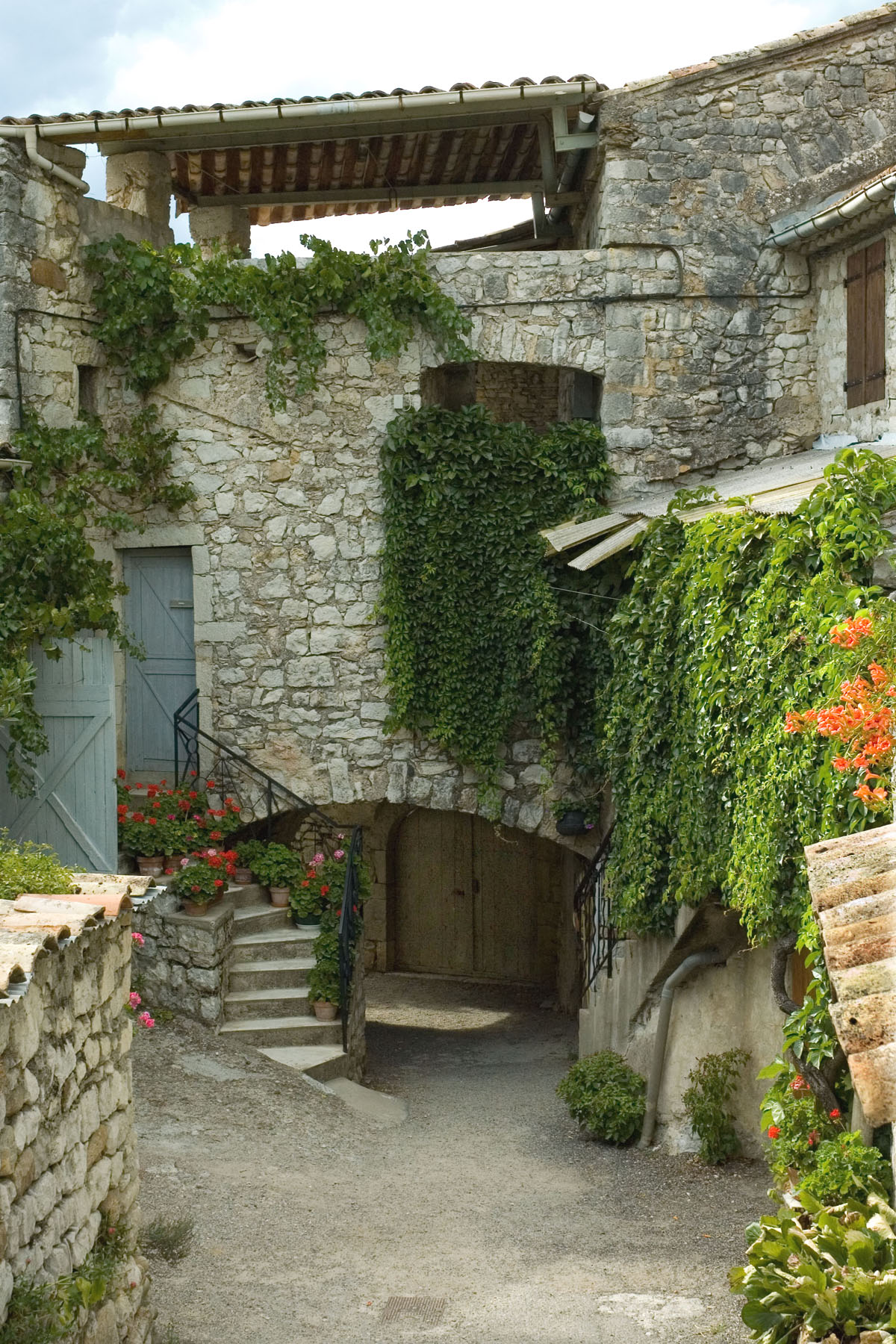